# アレセイア湘南中学校・高等学校
アレセイア湘南中学校・高等学校（アレセイアしょうなんちゅうがっこう こうとうがっこう）は、神奈川県茅ヶ崎市に所在し、中高一貫教育を提供する私立中学校・高等学校。高等学校において、中学校から入学した内部進学の生徒と、高等学校から入学した外部する併設型中高一貫校。キリスト教信仰に基づいた教育をしている。

## 概要
アレセイア湘南中学校・高等学校（アレセイアしょうなんちゅうがっこう こうとうがっこう）は、神奈川県茅ヶ崎市に所在し、中高一貫教育を提供する私立中学校・高等学校。高等学校において、中学校から入学した内部進学の生徒と、高等学校から入学した外部する併設型中高一貫校[1]。キリスト教信仰に基づいた教育をしている。
アレセイア (aletheia) とは新約聖書で「真理」を意味するギリシャ語である。

## 教育方針
真理（アレセイア）はあなたたちを自由にする。(The truth shall make you free.)
「ヨハネによる福音書 8章32節」

## 沿革
（沿革節の主要な出典は公式サイト）
- 1917年（大正6年） - キリスト教奉仕団体により寄宿制の白十字会林間学校が設立
- 1946年（昭和21年） - 平和小学校に引き継がれ、通学制導入
- 1947年 - 白十字会平和学園を設立（小学校、中学校、高等学校設立）
- 1949年 - 平和学園中学校、平和学園高等学校に改称
- 1951年 - 学校法人平和学園に改組
- 2000年（平成12年） - アレセイア湘南中学校、アレセイア湘南高等学校に改称、男女共学化
- 2014年 - 男子バスケットボール部がウインターカップ初出場
- 2017年 - 女子バスケットボール部がインターハイ初出場

## 著名な出身者
- 古木梨子 - バスケットボール選手

## 交通
- JR東日本・東海道線茅ケ崎駅よりバス10分「平和学園前」下車すぐ
- 東海道線辻堂駅よりバス8分「平和学園前」下車すぐ